# Rajd ELPA 1998
Rajd Elpa 1998 (23. Elpa Rally Halkidiki) – 23. edycja rajdu samochodowego Rajd Elpa rozgrywanego w Grecji. Rozgrywany był od 29 do 30 sierpnia  1998 roku. Była to czterdziesta pierwsza runda Rajdowych Mistrzostw Europy w roku 1998 (rajd miał najwyższy współczynnik - 20) oraz czwarta runda Rajdowych Mistrzostw Grecji. Składał się z 14 odcinków specjalnych.

## Klasyfikacja rajdu
| Miejsce                      | Kierowca                     | Pilot                        | Samochód                     | Czas                         | Strata                       |                              |
| Klasyfikacja generalna i ERC | Klasyfikacja generalna i ERC | Klasyfikacja generalna i ERC | Klasyfikacja generalna i ERC | Klasyfikacja generalna i ERC | Klasyfikacja generalna i ERC | Klasyfikacja generalna i ERC |
| ---------------------------- | ---------------------------- | ---------------------------- | ---------------------------- | ---------------------------- | ---------------------------- | ---------------------------- |
| 1.                           | Armodios Vovos               | Ioánnis Alvanos              | Subaru Impreza S5 WRC '97    | 3:30:51.0                    | 0.0                          |                              |
| 2.                           | Ioannis Papadimitriou        | Nikolaos Petropoulos         | Ford Escort WRC              | 3:33:23.4                    | +2:32.4                      |                              |
| 3.                           | Leonídas Kirkos              | Ioánnis Stavropoulos         | Ford Escort WRC              | 3:35:08.5                    | +4:17.5                      |                              |
| 4.                           | Ercan Kazaz                  | Cengiz Yıldız                | Nissan Almera Kit Car        | 3:51:00.5                    | +20:09.5                     |                              |
| 5.                           | Sotiris Hatzitsopanis        | Christos Nanos               | Ford Escort RS Cosworth      | 3:51:34.1                    | +20:43.1                     |                              |
| 6.                           | Konstantin Sukhachev         | Yuriy Golovin                | Ford Escort WRC              | 3:52:05.5                    | +21:14.5                     |                              |
| 7.                           | Nejat Avci                   | Erkan Bodur                  | Renault Mégane Maxi          | 3:55:27.2                    | +24:36.2                     |                              |
| 8.                           | Takis Dimitrakopoulos        | Konstantinos Stefanis        | Renault Clio Williams        | 3:55:44.7                    | +24:53.7                     |                              |
| 9.                           | Andreas Peratikos            | Harris Episkopou             | Mitsubishi Lancer Evo III    | 3:57:27.7                    | +26:36.7                     |                              |
| 10.                          | Efthimios Halkias            | Nikos Mouzakis               | Nissan Micra K11             | 4:05:00.4                    | +34:09.4                     |                              |
| Mistrzostwa Grecji           |                              |                              |                              |                              |                              |                              |
| 1.                           | Armodios Vovos               | Ioánnis Alvanos              | Subaru Impreza S5 WRC '97    | 3:30:51.0                    | 0.0                          |                              |
| 2.                           | Ioannis Papadimitriou        | Nikolaos Petropoulos         | Ford Escort WRC              | 3:33:23.4                    | +2:32.4                      |                              |
| 3.                           | Leonídas Kirkos              | Ioánnis Stavropoulos         | Ford Escort WRC              | 3:35:08.5                    | +4:17.5                      |                              |
| 4.                           | Sotiris Hatzitsopanis        | Christos Nanos               | Ford Escort RS Cosworth      | 3:51:34.1                    | +20:43.1                     |                              |
| 5.                           | Takis Dimitrakopoulos        | Konstantinos Stefanis        | Renault Clio Williams        | 3:55:44.7                    | +24:53.7                     |                              |
| 6.                           | Andreas Peratikos            | Harris Episkopou             | Mitsubishi Lancer Evo III    | 3:57:27.7                    | +26:36.7                     |                              |
| 7.                           | Efthimios Halkias            | Nikos Mouzakis               | Nissan Micra K11             | 4:05:00.4                    | +34:09.4                     |                              |